# Фонд Хатта
Фонд Хатта (арабською: مؤسسة خط ) — це некомерційна культурна організація, присвячена розвитку арабської типографіки. Він був заснований у 2004 році в Амстердамі Худою Смітшуайзен АбіФарес. Фонд займається поглибленими дослідженнями арабської типографіки та дизайну, створюючи платформу для об’єднання дизайнерів різного рівня та слугуючи центром знань у сфері арабської типографіки. Крім того, організація публікує книги на подібні теми через видавництво Khatt Books.

## Ім'я
Слово «хатт» ( خَط) арабською означає «лінія», і воно також використовується для позначення арабської каліграфії . 

## Організація
Фонд Хатта був створений з метою «оновити образ арабського дизайну, зробивши його сучасним та інноваційним, особливо в галузі двомовної типографіки», що охоплює роботу як з арабськими, так і з латинськими шрифтами.   
Однією з ініціатив Фонду для досягнення цієї мети є програма «Типографічне підбору», яка об'єднує дизайнерів різного рівня підготовки. Перший проєкт у рамках цієї програми, що об'єднав словацького типографа Пітера Білака та ліванського типографа Крістіана Саркіса, привів до заснування ливарні арабських шрифтів TPTQ, яка спеціалізується на гармонізованих арабо-латинських шрифтах. Одним із результатів цієї співпраці став багатосистемний шрифт Qandus, призначений для латинської, арабської та нео-тифінаської писемностей, натхненний каліграфією Мухаммада бін Аль-Касіма аль-Кундусі.   
У 2007 році Khatt Foundation співпрацює з Mediamatic для створення проекту El Hema, уявного універмагу «Арабська HEMA ».  
Інші напрями діяльності Фонду охоплюють координацію та спонсорування проєктів, організацію конференцій і форумів, а також видання книг і матеріалів, присвячених арабській типографіці та дизайну. 

## Книги Khatt
Khatt Books — незалежне видавництво, засноване у 2010 році, яке спеціалізується на публікаціях про дизайн і візуальну культуру в Північній Африці та на Близькому Сході. Воно функціонує як комерційний підрозділ Khatt Foundation.   У 2014 році Khatt Books випустило книгу Яри Хурі Наммура «Насрі Хаттар: модерністський типотект», присвячену Насрі Хаттару.